# Walk of Ideas
 (avril 2016).
 (avril 2016).
Si vous disposez d'ouvrages ou d'articles de référence ou si vous connaissez des sites web de qualité traitant du thème abordé ici, merci de compléter l'article en donnant les références utiles à sa vérifiabilité et en les liant à la section « Notes et références ».

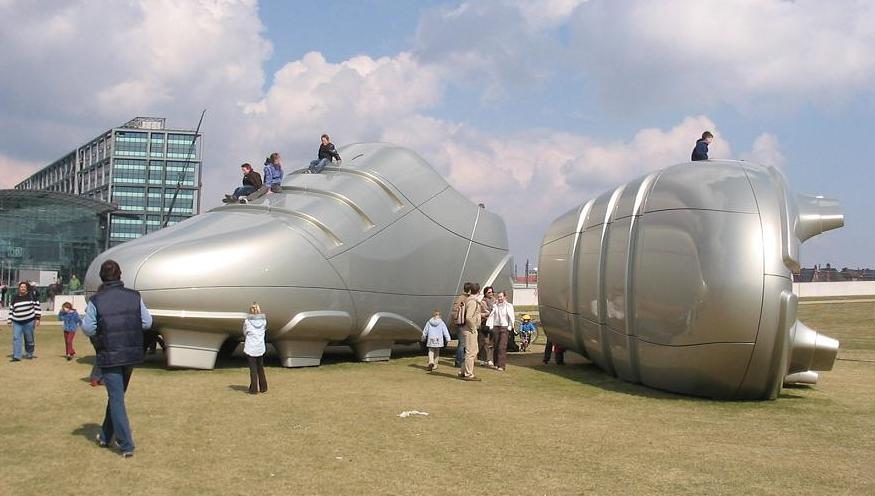
Sculpture « Der moderne Fußballschuh ».

La « Walk of Ideas » (en français : « Promenade des Idées » ; en allemand : « Ideengang » ou « Spaziergang der Ideen ») est le nom d'une série d'événements artistiques organisés pour la Coupe du monde de football 2006. Entre mai et septembre 2006, six sculptures placées dans un parc de Berlin devaient représenter l'inventivité allemande.
Le site de l'initiative « Deutschland – Land der Ideen » (en français : « Allemagne – Terre d'idées ») précise que : « Les sculptures symbolisent l'inventivité et l'ingéniosité des compositeurs et des écrivains, des scientifiques et des chercheurs, ingénieurs et inventeurs allemands ». 

## Sources
- (de) Cet article est partiellement ou en totalité issu de l’article de Wikipédia en allemand intitulé « Walk of Ideas » (voir la liste des auteurs).